# Vražda Jamese Bulgera
James Patrick Bulger (16. března 1990 – 12. února 1993) byl dvouletý chlapec z Kirkby v Merseyside v Anglii, kterého unesli, mučili a zabili dva desetiletí chlapci Robert Thompson a Jon Venables. Bulgera odvedli z nákupního centra New Strand v Bootle, když z něho jeho matka na okamžik spustila oči. S chlapcem ušli přes 4 km přes Liverpool, během cesty je potkalo celkem 38 náhodných kolemjdoucích, ale jen dva lidé se ptali Thompsona a Venablese, kam vedou chlapce. Tvrdili jim, že Bulger je jejich mladší bratr, nebo že se ztratil a vedou ho na nejbližší policejní stanici. Nakonec došli k železniční stanici Walton & Anfield blízko hřbitova. Zde začali chlapce mučit. Bulgera kopali, házeli na něj kamení a na hlavu mu hodili desetikilovou železnou tyč. V důsledku toho Bulger utrpěl 10 fraktur lebky. Thompson a Venables položili chlapce na trať, zatížili jeho hlavu kamenem, aby vypadala smrt jako nehoda. Tělo pak přejel vlak. Jeho zmrzačené tělo bylo nalezeno na železniční trati ve Waltonu v Liverpoolu, dva dny po jeho únosu. Thompson a Venables byli obviněni 20. února 1993 z únosu a vraždy. Policie podezírala Thompsona a Venablese, že mohlo jít taktéž o sexuální zneužití, jelikož Bulger na sobě neměl boty, ponožky, kalhoty a spodky. Ve zprávě patologa, která byla čtena při soudním líčení, je uvedeno, že předkožka Bulgera byla násilně stažena.
Dne 24. listopadu 1993 byli shledáni vinnými, což z nich činí nejmladší odsouzené vrahy v moderní britské historii. Byli odsouzeni k doživotním trestům, v červnu 2001 (ve věku 18 let) byli propuštěni na doživotní podmínku. V roce 2010 byl Venables znovu poslán do vězení za porušení podmínek a v roce 2013 byl propuštěn. V listopadu 2017 byl Venables opět poslán do vězení za to, že měl na svém počítači obrázky zneužívání dětí.
Případ Bulger vyvolal rozsáhlou debatu o tom, jak zacházet s mladými pachateli, když jsou odsouzeni anebo propuštěni z vězení.